# Parafia Matki Bożej Nieustającej Pomocy w Starachowicach
Parafia Matki Bożej Nieustającej Pomocy w Starachowicach – rzymskokatolicka parafia w Starachowicach, należąca do dekanatu Starachowice-Południe w diecezji radomskiej.

## Historia
Parafia została erygowana 9 października 1984 przez ks. biskupa Edwarda Materskiego.
Kościół parafialny, według projektu arch. Zbigniewa Grządzieli i konstruktora Bogdana Cioka z Kielc, został wybudowany w latach 1985–1988. Konsekrował go 27 czerwca 1988 bp Edward Materski. Jest to budowla z cegły czerwonej, wyniesiona na planie okręgu, z odchodzącymi od murów elementami architektonicznymi.

## Zasięg parafii
Ulice: 6 Września, Aleja Wyzwolenia, Chłopickiego, Czachowskiego, Dwernickiego, Emilii Plater, Grottgera, Hauke Bosaka, Jana Pawła II, Jelenia, Kasztanowa, Langiewicza, Lelewela, Letnia, Lubianka, Łączna, Mjr. Nurta, Mierosławskiego, Miodowa, Myśliwska, Pastwiska, Piaskowa, Południowa, Prądzyńskiego, Pustowójtówny, Sierakowskiego, Składowa, Smugowa, Sybiraków, Traugutta, Ustronie, Wanacja, Wiosenna, Wysockiego, Żytnia.

## Proboszczowie
- 1982–2019 – ks. inf. Stanisław Pindera
- od 2019 – ks. Andrzej Kania

## Grupy parafialne
Przy parafii swoją działalność prowadzą: Oaza, KSM, Koło Posługi Chorym, chór Meridies, Praskie Stowarzyszenie Dzieciątka Jezus, Rycerze Kolumba, Credo - Biuletyn, KŻR, schola, Rodziny Nazaretańskie, Koło Misyjne, Diakonia Liturgiczna.